# Долина (Чувашия)
Доли́на (чув. Долина) — деревня в Ядринском районе Чувашской Республики. Входит в состав Иваньковского сельского поселения.

## География
Расстояние до Чебоксар 82 км, до районного центра — города Ядрин — 9 км, до железнодорожной станции 82 км. Деревня расположена в левобережье реки Сура.
Часовой пояс
Деревня Долина, как и вся Чувашская Республика, находится в часовой зоне МСК (московское время). Смещение применяемого времени относительно UTC составляет +3:00.
Административно-территориальная принадлежность
В составе Балдаевской (по состоянию на 1897 год), Ядринской, Слободо-Стрелецкой (в 1907 году, до 19 сентября 1919 года), Ленинской волостей Ядринского уезда (до 1927 года). С 1 октября 1927 года — в Ядринском районе:142.

Сельские Советы: Никитинский (с 1 октября 1927 года), Иваньковский (с 1 октября 1928 года):142, 151.

## История
Деревня появилась в XIX веке как выселок деревни Никитина (ныне в черте города Ядрин). Жители — до 1861 года помещичьи крестьяне Каратаевых; занимались земледелием, животноводством. В 1920-е годы функционировала школа 1-й ступени. В 1930 году образован колхоз «Долина».
В 1963 году указом Президиума Верховного Совета РСФСР деревня Волчья Долина переименована в Долину.
По состоянию на 1 мая 1981 года деревня Долина — в составе Конного завода:108-109.
Религия
По состоянию на конец XIX — начало XX века жители деревни были прихожанами Спасопреображенского собора Ядрина (Каменный, построен в 1735 году на средства купца Андрея Ивановича Засыпкина, двухпрестольный, главный престол — в честь Преображения Господня, придельный — в честь Успения Божией Матери. Закрыт в 1936 году).
Прежние названия
Волчья Долина (Никитина) (1897), Кашкăр Çырми (1927):142.

## Население
| Год     | 1858 | 1859 | 1897 | 1907 | 1926 | 1939 | 1979 | 2002 | 2010 |
| ------- | ---- | ---- | ---- | ---- | ---- | ---- | ---- | ---- | ---- |
| Жителей | 37   | ↘29  | ↗68  | ↗78  | ↗123 | ↗152 | ↘87  | ↘40  | ↗43  |
| Мужчин  | 15   | 14   | 37   |      | 64   | 75   | 30   | 20   | 18   |
| Женщин  | 22   | 15   | 31   |      | 59   | 77   | 57   | 20   | 25   |
| Дворов  |      | 3    |      |      | 22   |      |      | 25   | 23   |

| 2010 | 2012 |
| ---- | ---- |
| 43   | ↗47  |

По данным Всероссийской переписи населения 2002 года в деревне проживали 40 человек, преобладающие национальности — русские (52 %), чуваши (45 %).

## Инфраструктура
Функционирует ОАО «Племенной конный завод им. В.И. Чапаева» (по состоянию на 2010 год).